# Droga krajowa B455 (Niemcy)
Droga krajowa 455 (niem. Bundesstraße 455) – niemiecka droga krajowa przebiegająca na osi północny wschód - południowy zachód z Schotten przez Bad Homburg, Eppstein do Mainz-Kastel w Hesji.